# Jurinea pinnata
Jurinea pinnata là một loài thực vật có hoa trong họ Cúc. Loài này được (Pers.) DC. mô tả khoa học đầu tiên năm 1838.